# SMS Prinz Adalbert (1864)
SMS Prinz Adalbert var ett pansarklätt krigsfartyg. Det var i tjänst för den Kungliga Preussiska Flottan mellan år 1865 och 1871, då hon blev utrangerad ur skeppsregistret efter ett antal mekaniska problem. 

## Utformning

### Allmänt
SMS Prinz Adalbert var 50,58 meter lång vid vattenlinjen, och totalt 56 meter. Hon hade ett rektangulärt skrov med en ovanligt lång ramm som för och en avrundad poop som akter. Hon konstruerades med järnram försedd med en trämantel; hon förblev det enda slagskeppet som var delvis gjort av trä i den tyska flottan. Hon vägde 1 560 ton vid full belastning och kunde hålla en besättning på 120 män och 10 officerare.

### Maskineri
Skeppets kraft kom från ångmaskiner beställda från Le Havre i Normandie, två cylindriga enkelexpansionsångmaskiner drivna av två pannor i ett separat pannrum. Enligt kontraktet skulle hennes ångmaskiner vara kraftiga nog att uppnå en fart på 12 knop (22 km/h), men efter några tester bevisades det att hon bara nådde 9,5 knop (cirka 17 km/h). Detta gjorde hennes ramm värdelös, eftersom hon inte kunde uppnå den hastighet som behövdes för att kunna penetrera andra fartygs skrov, en hastighet som samma år förtydligades vid Slaget vid Lissa. Hon blev utrustad med två propellrar och två roder. På grund av hennes låga hastighet kallade Adalbert av Preussen själv fartyget för "Den Lata Prinsen".
Hon fick från början en rigg från en brigg på cirka 740 kvadratmeter. Stormasten placerades med bas inuti kasematten, men flyttades senare mer akterut.

### Skydd och beväpning
SMS Prinz Adalbert var utrustad med smidesjärn, monterat på träskrovet med nitar. Hennes bakre torn, såväl som den främre kasematten, skyddades av ett 114 mm tjockt pansar.
Hon var i fören beväpnad med en modern 21 cm RK L/19-kanon. Dessutom fanns två 17 cm RK L/25 i huvudbatteriet.

## Historia
Hon byggdes tillsammans med sitt systerfartyg Sphinx på skeppsvarvet Chantiers Arman i Bordeaux i Frankrike (dåvarande andra franska kejsardömet). Båda fartygen beställdes från början av de Amerikas konfedererade staternas flotta. Enligt dåtida fransk lag var det olagligt för skeppsvarv att konstruera ett fartyg för en krigförande stat; därför byggdes fartyget som pansarskeppet Cheops, och systerfartyget som Sphinx, för den egyptiska flottan. Planen upptäcktes dock av den franska kejsaren Napoleon III, och varvet tvingades att sälja båda fartygen.

### Förvärvande, leverans och tid somCheops

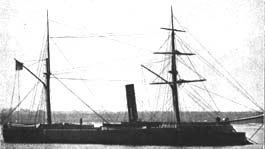
SMS Prinz Adalbert, då Cheops, i Bordeaux inför leverans till Bremen.

I februari 1864 bröt det dansk-tyska kriget ut mellan Danmark och Preussen. Båda flottorna, som bara hade ångkorvetter och fregatter, letade efter billiga, nya och kraftfulla örlogsfartyg att köpa. Den preussiska flottans ledning, som hade hört nyheterna om de två systerfartygen, beordrade det preussiska konsulatet i Toulon att förvärva ett av fartygen, vid sidan av andra örlogsfartyg till överkomligt pris. Varvet och det preussiska amiralitetet diskuterade köpet per brev, och det bestämdes att kapten Ludwig von Henk och ingenjör Carl Elbertzhagen skulle anlända i april 1864 för att inspektera Cheops, som då ej blivit sjösatt. Ärendet rörande förvärvet av Cheops blev brådskande i slutet av mars 1864, då den danska flottan hade lyckas köpa systerfartyget Sphynx, och amiralitetet fruktade att Cheops också skulle falla i danska händer.
Det planerades att hon skulle anlända i augusti 1864, och de skickade örlogsingenjören Guyot för att uppdatera amiralitetet om byggandet. Guyot ansåg dock, när han själv anlände, att det var omöjligt för varvet att leverera fartyget i augusti. Samtidigt hade också preussiska spioner rapporterat att den danska flottan upplevt flera problem med Sphynx. Amiralitetet valde då att avbryta köpet. Samtidigt som detta pågick fick de två korvetterna SMS Augusta och Victoria, som hade  konstruerats på Chantiers Arman, väldigt positiva bedömningar. Amiralitetet ändrade sig på nytt och försökte ånyo införskaffa Cheops.
Ännu en gång planerades leverans. Hon skulle segla till Bremen, där hon enligt planen skulle överlämnas i april 1865. Detta datum ändrades, eftersom rådet ville att varvet skulle installera tyska Krupp-kanoner i stället för brittiska diton. Den franska regeringen försökte dock förhindra köpet, eftersom Chantiers Arman vid flera tillfällen hållit hemligt vilken flotta som skeppet skulle levereras till. Till slut, efter mutor mellan varvet och regeringen, lämnade hon Bordeaux i maj 1865. Hon stannade till i Cherbourg och Göteborg för att sedan anlända i Bremen i oktober 1865.

### Tyska enhetskriget
Den 29 oktober fick hon namnet Prinz Adalbert, efter Adalbert av Preussen, grundare och Amiral av den enade tyska flottan. Därefter sattes hon i reserv inför vintern. Under sommaren 1866 skedde olika modifikationer och fartyget gjordes klart för tjänst.
År 1866 bröt det Tyska enhetskriget ut och hon hamnade under kommando av vice-amiral Eduard von Jechmann i Kiel. Skeppet deltog dock aldrig i fientligheterna. Hennes enda funktion under kriget blev att transportera ammunition till fästningen Friedrichsort 10 dagar innan krigets avslutande. Direkt efter krigsslutet åkte hon på en övningsresa i Nordsjön, men tvingades avbryta resan och gå i hamn i Mandal i Norge. De höga vågorna på Nordsjön hade gjort att skrovet började ta in vatten.

#### Problem
Fartyget återvände till Weser där hon blev föremål för inspektion. Det upptäcktes att varvet hade genomfört en oerhört dålig drevning och använt trä av dålig kvalitet. Man upptäckte även stora hål mellan plåtarna i skrovet. Kopparmanteln under vattenlinjen hade börjat korrodera, något som kunde sänka henne när som helst. Hennes ramm förorsakade också stora vågor som läckte in i de främre kanonluckorna. 

### Senare tjänst och slutet
Fartyget reparerades i tre år och år 1869 tjänstgjorde hon som ett patrullfartyg på Elbe. När fransk-tyska kriget bröt ut 1871 deltog hon i vaktstyrkan i Hamburg-Altona, fortfarande för att skydda Elbe. Där blev hon ett turistmål för stadsbor och turister i Hamburg. Efter kriget fortsatte hon som patrullfartyg, men läckte fortfarande. En sista inspektion gjordes, som visade att hela strukturen under vattenytan nu var rutten. Hon blev ströks ur fartygsregistret, och beväpningen plockades bort. Hon användes därefter en kort tid som utbildningsfartyg innan hon slutligen skrotades i Wilhelmshaven år 1878.

## Befälhavare
| Tid               | Rang           | Befälhavare    |
| ----------------- | -------------- | -------------- |
| 1866              | Kapten-löjtant | Mac Lean       |
| 1869–juli 1871    | Korvett-kapten | Arendt         |
| juli–oktober 1871 | Kapten-löjtant | Graf von Hacke |